# Třída Berk
Třída Berk byla třída protiponorkových fregat tureckého námořnictva. Jednalo se o derivát americké třídy Claud Jones. Celkem byly postaveny dvě jednotky této třídy. Byly to první válečné lodě hlavních kategorií postavené tureckými loděnicemi od doby první světové války.

## Stavba
Obě dvě fregaty této třídy postavila turecká loděnice Gölcük v Izmiru. Stavba proběhla v letech 1967–1975.
Jednotky třídy Berk:
| Jméno       | Zahájení stavby | Spuštění na vodu | Zařazena do služby | Status         |
| ----------- | --------------- | ---------------- | ------------------ | -------------- |
| Berk (D358) | 9. března 1967  | 25. června 1971  | 12. července 1972  | Vyřazena 1999. |
| Peyk (D359) | 18. ledna 1968  | 7. června 1972   | 24. července 1975  | Vyřazena 2000. |

## Konstrukce
Elektronické vybavení zahrnovalo vzdušný vyhledávací radar SPS-40, hladinový vyhledávací radar SPS-10, střelecký systém SPG-34 a sonar SQS-11. Výzbroj tvořily čtyři 76mm/50 kanóny, dva salvové vrhače hlubinných pum Hedgehog a dva trojhlavňové 324mm protiponorkové torpédomety. Na zádi se nacházela přistávací plocha pro vrtulník. Pohonný systém tvořily čtyři diesely Fiat-Tosi o výkonu 24 000 hp, pohánějící jeden lodní šroub. Nejvyšší rychlost dosahovala 25 uzlů. Dosah byl 10 000 námořních mil při rychlosti 9 uzlů.